# Presidential Records Act
Zákon o prezidentských záznamech (Presidential Records Act, PRA) z roku 1978, 44 USC §§ 2201, je zákon Kongresu Spojených států, kterým se řídí oficiální záznamy prezidentů a viceprezidentů vytvořené nebo přijaté po 20. lednu 1981, a nařizující uchování všech prezidentských záznamů. Zákon schválený 4. listopadu 1978  změnil právní status prezidentových oficiálních záznamů ze soukromých na veřejné a vytvořil novou statutární strukturu, podle níž musí prezidenti spravovat své záznamy. PRA byl novelizován v roce 2014 tak, aby zahrnoval zákaz zasílání elektronických záznamů prostřednictvím neoficiálních účtů, pokud není při přenosu zkopírován oficiální účet nebo není kopie předána na oficiální účet krátce po vytvoření.

## Založení a odpovědnost
Konkrétně zákon o prezidentských záznamech:
- Definuje a uvádí veřejné vlastnictví záznamů.
- Svěřuje prezidentovi odpovědnost za úschovu a správu záznamů úřadujících prezidentů.
- Umožňuje úřadujícímu prezidentovi zlikvidovat záznamy, které již nemají administrativní, historickou, informační nebo důkazní hodnotu, jakmile získá stanovisko archiváře Spojených států k navrhované likvidaci.
- Vyžaduje, aby prezident a jeho zaměstnanci podnikli veškeré praktické kroky k tomu, aby osobní záznamy ukládali odděleně od záznamů prezidenta.
- Zavádí proces pro omezení a veřejný přístup k těmto záznamům. Konkrétně PRA umožňuje veřejný přístup k prezidentským záznamům prostřednictvím zákona o svobodě informací (FOIA) počínaje pěti lety po skončení vlády, ale umožňuje prezidentovi uplatnit až šest konkrétních omezení veřejného přístupu po dobu až dvanácti let. PRA také zavádí postupy pro Kongres, soudy a následné správní orgány, aby získaly zvláštní přístup k záznamům, které zůstávají veřejnosti nepřístupné, a to po 30denní výpovědní lhůtě pro bývalého a současného prezidenta.
- Vyžaduje, aby se se záznamy viceprezidenta zacházelo stejně jako se záznamy prezidenta (jeden z důvodů je ten, že viceprezident se může stát prezidentem).

## Související exekutivní příkazy
- Výkonný příkaz 12667 – vydaný prezidentem Reaganem v lednu 1989, tento výkonný příkaz stanovil postupy pro NARA a bývalé a úřadující prezidenty k provádění PRA ( 44 USC §§ 2201 ).
- Exekutivní nařízení 13233 – toto exekutivní nařízení, vydané prezidentem Georgem W. Bushem 1. listopadu 2001, nahrazuje předchozí exekutivní nařízení. Bushův exekutivní příkaz také obsahuje dokumenty bývalých viceprezidentů. [3]
- Výkonný příkaz 13489 – vydaný prezidentem Barackem Obamou dne 21. ledna 2009, obnovil provádění PRA z roku 1978, jak je praktikován podle výkonného nařízení prezidenta Reagana č. 12667, a zrušil výkonný příkaz prezidenta Bushe č. 13233 . [4] [5]

## Aplikace zákona
V červnu 2018 Politico oznámilo, že prezident Donald Trump často a běžně trhal papíry, které obdržel, což vedlo k tomu, že je vládní úředníci slepili dohromady za účelem archivace, aby zajistili, že Trump neporušuje zákon o prezidentských záznamech. 
V červenci 2018 Business Insider uvedl, že prezident Trump dal své osobní číslo mobilního telefonu různým světovým vůdcům a vedl s nimi nenahrané rozhovory zcela bez vědomí amerických úředníků. 
V červenci 2018 CNN uvedla, že Bílý dům pozastavil praxi zveřejňování veřejných shrnutí telefonátů prezidenta Donalda Trumpa se světovými vůdci, čímž skončilo společné cvičení předchozích administrativ. 
V květnu 2019 podaly Citizens for Responsibility and Ethics in Washington (Občané za odpovědnost a etiku ve Washingtonu), Národní bezpečnostní archiv a Společnost pro historiky amerických zahraničních vztahů žalobu na Trumpovu administrativu, která tvrdila, že prezident Donald Trump a hlavní poradci, jako je Jared Kushner, nesetkali se svými zákonné povinnosti podle zákona o prezidentských záznamech vytvářet a uchovávat záznamy z jednání na nejvyšší úrovni se zahraničními vůdci. 
V říjnu 2019 odcházející důstojník pro informační bezpečnost varoval, že po převodu do Agentury pro komunikaci Bílého domu budou mít elektronické záznamy na starosti političtí zástupci. 
V prosinci 2020 skupina historiků zažalovala (National Security Archive v. Trump, 20-cv-03500, okresní soud USA, District of Columbia) administrativa Trumpa kvůli tomu, že neuchovávala historické záznamy v rozporu se zákonem o prezidentských záznamech. Konkrétně tvrdili, že Jared Kushner porušil zákon tím, že pořídil snímky obrazovky svých příspěvků WhatsApp, které neobsahují metadata, přílohy nebo jiné digitální artefakty potřebné k ověření informací.  V lednu 2021 dal Nejvyšší soud USA pokyn nižším soudům, aby zamítly CREW v. Případ Trump (a podobný případ předložený Marylandem a District of Columbia ) je bezpředmětné, protože Trump již nebyl prezidentem. 
Jmenovaní výkonnou pobočkou byli drženi v pohrdání Kongresem za to, že nepředali dokumenty na požádání. 

## Navrhované dodatky
- Změny zákona o prezidentských záznamech z roku 2007, schválené sněmovnou dne 14. března 2007.
- Komunikace přes různé zdroje elektronicky pro Engagement Act z roku 2017, pojmenovaný po tweetu prezidenta Trumpa „covfefe“